# Авіатор (фільм)
«Авіа́тор» (англ. The Aviator) — біографічна драма про американського мільйонера, винахідника та режисера Говарда Г'юза. В головній ролі — Леонардо Ді Капріо, режисер — Мартін Скорсезе. Кейт Бланшетт за виконання ролі Кетрін Хепберн була відзначена преміями «Оскар», BAFTA та «Гільдії кіноакторів». Загалом стрічка здобула 5 Оскарів (з 11 номінацій) та 4 нагороди Британської академії телебачення та кіномистецтва (14 номінацій).
Фільм оснований на книзі «Говард Г'юз: Таємне життя» Чарльза Хігама та розповідає про життя плейбоя, льотчика-випробовувальника, голлівудської зірки, авіаконструктора та бізнесмена, у якого був обсесивно-компульсивний розлад.

## Сюжет
Син винахідника і промисловця, Говард з молодих років має можливість займатися дорогими технічними розробками та присвячує себе авіації. Крім цього, Г'юз знімає у Голлівуді фільм про битву винищувачів часів Першої світової («Ангели пекла»), який на ті часи (кінець 1920-х) є дуже дорогим.
Г'юз нарешті отримує фінансування, та все ж прокат фільму виявляється успішним і Г'юз може продовжувати свій бізнес, будівництво і випробування літаків нового покоління.
Починається війна, Міністерство оборони США замовляє Г'юзу розробку літака-розвідника.
Проте війна закінчується, а літаки так і не зроблені.
Сенат і ФБР проводять розслідування.
В цей час у Г'юза розвивається сильний синдром нав'язливого стану, яким він хворів ще в дитинстві.

## У ролях
| Актор              | Роль                       |
| ------------------ | -------------------------- |
| Леонардо Ді Капріо | Говард Г'юз                |
| Кейт Бланшетт      | Кетрін Гепберн             |
| Кейт Бекінсейл     | Ава Гарднер                |
| Джон Рейлі         | Ной Дітріх                 |
| Денні Г'юстон      | Джек Фрай                  |
| Адам Скотт         | Джоні Мейер                |
| Алек Болдвін       | Хуан Тріп                  |
| Алан Алда          | Сенатор Ральф Оуен Брюстер |
| Ієн Голм           | Професор Фітц              |
| Ґвен Стефані       | Джин Гарлоу                |
| Віллем Дефо        | Роланд Світ                |
| Джуд Лоу           | Еррол Флінн                |
| Келі Гарнер        | Фейт Домерг                |
| Брент Спайнер      | Роберт Грос                |